# Rock Sound
Rock Sound — английский журнал,  издание об альтернативной музыке. Журнал нацелен больше на «андеграунд», чем на коммерческих исполнителей, а также даёт описание значимых событий.

## История
Британская редакция Rock Sound была создана в марте 1999 года французским издательством «Editions Freeway», которые так же издавались и во Франции. В декабре 2004 года, журнал был выкуплен его директором, Патриком Нейпиром.